# Orden der Distel (Frankreich)
Der Orden der Distel war ein französischer Ritterorden. Stifter war der Herzog von Burgund Ludwig II. und der Stiftungstermin war der 1. Januar 1370. Der gewählte Termin fiel mit der Vermählung des Stifters mit der Tochter des Grafen von Auvergne zusammen und wurde auch der Jungfrau Maria gewidmet. Als Anlass wird die Uneinigkeit der Familie von Orleans mit dem burgundischen Haus angenommen. Die Ordensgründung sollte die Unruhen mäßigen. Die Herzöge von Bourbon waren Großmeister des Ordens. Geehrt wurden 26 Ritter.

## Ordensdekoration
Die Dekoration bestand aus einer  goldenen Kette aus Rauten. Hier war  das Wort Esperance zweimal eingeflochten. Aus gleichem Metall bestand der Schild, auf welchem die Mutter Gottes mit einer Glorie umgeben abgebildet war. Zwölf silbernen Sternen krönten sie und ein  halber Mond lag zu ihren Füßen. Unterhalb des Medaillons war ein Kopf einer Distel  gelegt, der namensgebend für den Orden war.